# Y-tog
Y-tog eller Lynette er betegnelsen for en togtype leveret af Waggonfabrik Uerdingen til de danske privatbaner og DSB 1965-1984 til erstatning for privatbanernes skinnebusser og de sidste af DSB's MO-motorvogne. Pr. Februar 2018 benyttes Y-tog kun på Lemvigbanen mens de på de øvrige baner typisk er erstattet af togsæt af typerne Lint 41 eller Desiro.
Navnet Y-tog stammer fra vognenes litra, der hos privatbanerne alle starter med Y. Navnet Lynette er et ordspil på lyntog, som DSB i 1963 havde fået nye af (litra MA).

## Typer
De mest almindelige vogntyper er dem, der kan oprangeres på togsætlignende vis:
- YM – Motorvogn med førerrum
- YP – Mellemvogn
- YS – Styrevogn

Typisk oprangeres de som YM-YP-YS eller YM-YS, men YM-YP-YP-YM er også set. På Skagensbanen forekom YM-YP-YP-YP-YM endog regelmæssigt. Vognenes numre varierede privatbanerne imellem.
Hos DSB, der anskaffede et mindre antal vogne til Lille Nord, brugtes andre betegnelser:
- ML 4901-4907 – Motorvogn med førerrum
- FL 7901-7905 – Mellemvogn

De oprangeredes som ML-FL-FL-ML eller ML-FL-ML. Af og til blev enkelte vogne dog erstattes af tilsvarende fra Gribskovbanen/Frederiksværkbanen, der også stod for vedligeholdelsen.
Enkelte privatbaner anskaffede desuden toretningsvogne i form af solomotorvogne litra YM og Nærumbanen og Odderbanen tillige tilsvarende styrevogne litra YS.

## Unikke egenskaber
Det er faktisk en smule misvisende at kalde Y-togene for togsæt, idet de kan skilles ad og forlænges med flere mellemvogne efter behov – derfor kan togene rent faktisk betegnes som motortog.

## Leveringer
Y-togene er blevet leveret til nedenstående danske jernbaneselskaber. I takt med udrangeringer hos de enkelte baner kom nogle vogne videre til andre baner, ligesom enkelte er solgt til udlandet.
| Selskab                                                                               | Motorvogne   | Mellemvogne  | Styrevogne                  | Leveret i | Udrangeret i | Status                      | Bemærkninger |
| ------------------------------------------------------------------------------------- | ------------ | ------------ | --------------------------- | --------- | ------------ | --------------------------- | --- |
| DSB (Lille Nord)                                                                      | ML 4901-4907 | FL 7901-7905 | -                           | 1984      | 2007         | Erstattet af Lint 41        | ML 4903, ML 4904 og FL 7905 blev udtaget til museumstog i 2010. |
| Gribskovbanens Driftsselskab (GDS) / Hillerød-Frederiksværk-Hundested Jernbane (HFHJ) | Ym 1-15      | Yp 21-29     | Ys 41-52, Ys42II            | 1965-1984 | 2007         | Erstattet af Lint 41        | |
| Helsingør-Hornbæk-Gilleleje Banen (HHGB)                                              | Ym 51-56     | -            | Ys 91-95                    | 1970-1984 | 2007         | Erstattet af Lint 41        | Ym 53 var toretningsvogn |
| Hjørring Privatbaner (HP)                                                             | Ym 32-35     | Yp 55        | Ys 66-69                    | 1968-1983 | 2005         | Erstattet af Desiro         | |
| Vemb-Lemvig-Thyborøn Jernbane (VLTJ)                                                  | Ym 12-14     | -            | Ys 12-14                    | 1983      | -            | I drift                     | Togene blev hhv. kaldt Storåen, Vigen og Tangen. |
| Lollandsbanen (LJ)                                                                    | Ym 60-66     | Yp 70-72     | Ys 80-85                    | 1965-1983 | 1997-2007    | Erstattet af IC2            | |
| Lyngby-Nærum Jernbane (LNJ)                                                           | Ym 17-20     | -            | Ys 25-26                    | 1968-1973 | 1998         | Erstattet af Regiosprinter  | Alle vogne var toretningsvogne |
| Hads-Ning Herreders Jernbane (HHJ)                                                    | Ym 31-36     | -            | Ys 41-47                    | 1968-1984 | 2012         | Erstattet af Desiro         | Ym 31-32 var toretningsvogne men blev senere ombygget Ys 41-43 var toretningsvogne, Ys 43 og 42 blev senere ombygget til Yp 51 og 52 mens Ys 41 ombyggede til Ys43II. |
| Odsherreds Jernbane (OHJ) / Høng-Tølløse Jernbane (HTJ)                               | Ym 51-58     | Yp 151       | Ys 251-258                  | 1975-1984 | 2006         | Erstattet af Lint 41 og IC2 | |
| Skagensbanen (SB)                                                                     | Ym 1-6       | Yp 1-4       | Ys 1-2                      | 1968-1988 | 2005         | Erstattet af Desiro         | |
| Varde-Nørre Nebel Jernbane (VNJ)                                                      | Ym 71-72     | -            | Ys 81-82                    | 1983      | 2012         | Erstattet af Lint 41        | De tre togsæt havde hver et kaldenavn(med ref til): Æ'Å (Varde Å) Æ'HUK (Blåvandshuk) Æ'GAF (Nymindegab)                                                              |
| Østsjællandske Jernbaneselskab (ØSJS)                                                 | Ym 1-8       | -            | Ys 11-13, Ys 16-18, Ys 11II | 1974-1984 | 2008         | Erstattet af Lint 41        | Ym 1-2 var toretningsvogne men blev senere ombygget. |